# Mamadou Loum
Mamadou Loum N'Diaye (ur. 30 grudnia 1996 w Dakarze) – senegalski piłkarz grający na pozycji defensywnego pomocnika. Od 2023 jest zawodnikiem klubu Al-Raed FC, do którego jest wypożyczony z FC Porto.

## Kariera klubowa
Swoją karierę piłkarską Loum rozpoczął w klubie US Ouakam. W 2019 roku awansował do kadry pierwszego zespołu w sezonie 2014/2015 zadebiutował w jego barwach w pierwszej lidze senegalskiej. W US Ouakam grał przez rok.
Latem 2015 Loum przeszedł do SC Braga i został zawodnikiem rezerw tego klubu. Swój debiut w nich w drugiej lidze portugalskiej zaliczył 15 sierpnia 2015 w wygranym 1:0 domowym meczu z Gil Vicente FC.
Latem 2018 Loum został wypożyczony do pierwszoligowego Moreirense FC. Zadebiutował w nim 12 sierpnia 2018 w przegranym 1:3 domowym meczu ze Sportingiem. Zawodnikiem Moreirense był przez rok.
Na początku 2019 Louma wypożyczono do FC Porto. Swój ligowy debiut w Porto zaliczył 5 kwietnia 2019 w zwycięskim 2:0 domowym spotkaniu z Boavistą, gdy w 86. minucie zmienił Danilo Pereirę. W lipcu 2019 został wykupiony przez Porto za 7,5 miliona euro. W sezonach 2018/2019 i 2020/2021 wywalczył z nim dwa wicemistrzostwa Portugalii, a w sezonie 2019/2020 został mistrzem Portugalii oraz zdobył Puchar Portugalii.
Latem 2021 Loum został wypożyczony z Porto do Deportivo Alavés. Swój ligowy debiut w Deportivo zaliczył 14 sierpnia 2021 w przegranym 1:4 domowym meczu z Realem Madryt.
| Sezon   | Klub          | Kraj       | Rozgrywki            | Mecze | Gole |
| ------- | ------------- | ---------- | -------------------- | ----- | ---- |
| 2014/15 | US Ouakam     | Senegal    | Championnat National | ?     | ?    |
| 2015/16 | SC Braga B    | Portugalia | Segunda Liga         | 19    | 1    |
| 2016/17 | SC Braga B    | Portugalia | Segunda Liga         | 22    | 2    |
| 2017/18 | SC Braga B    | Portugalia | Segunda Liga         | 27    | 1    |
| 2018/19 | Moreirense FC | Portugalia | Primeira Liga        | 17    | 3    |
| 2018/19 | FC Porto      | Portugalia | Primeira Liga        | 2     | 0    |
| 2019/20 | FC Porto      | Portugalia | Primeira Liga        | 6     | 1    |
| 2020/21 | FC Porto      | Portugalia | Primeira Liga        | 3     | 0    |

## Kariera reprezentacyjna
W 2015 roku Loum grał z kadrą U-20 na Mistrzostwach Świata U-20. W reprezentacji Senegalu zadebiutował 26 marca 2019 w wygranym 2:1 towarzyskim meczu z Mali, rozegranym w Dakarze. W 2022 roku został powołany do kadry na Puchar Narodów Afryki 2021, który wygrał z Senegalem i na którym rozegrał jeden mecz, grupowy z Gwineą (0:0).